# Championnats d'Europe juniors d'athlétisme 2005
Navigation
2003 2007
Les XVIIIes championnats d'Europe juniors d'athlétisme de 2005 ont été organisés à Kaunas en Lituanie du  21 au 24 juillet 2005, au stade S.-Darius-et-S.-Girėnas.
Pour les résultats détaillés, voir Championnats d'Europe juniors d'athlétisme 2005, résultats détaillés.

## Résultats

### Garçons
| Épreuves                           | Or                                                                             | Argent                                                                                          | Bronze                                                                            |
| ---------------------------------- | ------------------------------------------------------------------------------ | ----------------------------------------------------------------------------------------------- | --------------------------------------------------------------------------------- |
| 100 m (Vent : +0,1 m/s)            | Craig Pickering 10 s 51                                                        | Simeon Williamson 10 s 52                                                                       | Alex Nelson 10 s 60                                                               |
| 200 m (Vent : -1,6 m/s)            | Daniel Schnelting 21 s 12                                                      | Julian Thomas 21 s 17                                                                           | Wade Bennett-Jackson 21 s 41                                                      |
| 400 m                              | Željko Vincek 46 s 14                                                          | Martyn Rooney 46 s 56                                                                           | Dimítrios Régas 46 s 79 (PB)                                                      |
| 800 m                              | Mattias Claesson 1 min 49 s 58                                                 | Lukas Rifesser 1 min 50 s 79                                                                    | Steve Fennell 1 min 50 s 85                                                       |
| 1 500 m                            | Colin Costello 3 min 45 s 25 (PB)                                              | Danny Darcy 3 min 45 s 60                                                                       | Adrian Danilewicz 3 min 47 s 22 (SB)                                              |
| 5 000 m                            | Barnabás Bene 14 min 22 s 30                                                   | Dušan Markeševic 14 min 24 s 04 (PB)                                                            | László Tóth 14 min 25 s 46                                                        |
| 10 000 m                           | Muğdat Öztürk 30 min 10 s 60 (PB)                                              | Stepan Rogovtsev 30 min 12 s 76 (RNJ)                                                           | Carlos Gazapo 30 min 24 s 18                                                      |
| 3 000 mètres steeple               | Marcin Chabowski 8 min 40 s 88 (RC)                                            | Albert Minczér 8 min 45 s 82 (PB)                                                               | Andrzej Pasternak 8 min 52 s 31 (PB)                                              |
| 110 mètres haies (Vent : -2,4 m/s) | Garfield Darien 13 s 77                                                        | Konstadínos Douvalídis 13 s 99                                                                  | Alexander John 14 s 10                                                            |
| 400 mètres haies                   | Milan Kotur 50 s 15 (RNJ)                                                      | David Greene 51 s 14 (PB)                                                                       | Fadil Bellaabouss 51 s 31                                                         |
| 10 000 m marche                    | Andrey Ruzavin 39 min 28 s 45 (RC)                                             | Aleksandr Prokhorov 40 min 43 s 67 (PB)                                                         | Giorgio Rubino 40 min 46 s 95 (PB)                                                |
| 4 × 100 m                          | Allemagne Marius Sewald Christian Blum Nils Müller Daniel Schnelting 39 s 90   | Pologne Mikołaj Lewański Dariusz Kuć Radosław Drapała Karol Sienkiewicz 40 s 03                 | Finlande Teemu Vilén Visa Hongisto Timo Salonen Niko Viiala 40 s 29 (RNJ)         |
| 4 × 400 m                          | Royaume-Uni Richard Buck Set Osho Richard Strachan Martyn Rooney 3 min 06 s 67 | Russie Aleksandr Sigalovskiy Dmitriy Buryak Anton Kokorin Artem Sergiyenkov 3 min 07 s 19 (RNJ) | Pologne Patryk Baranowski Pawel Dobek Ziemowit Rys Kacper Kozłowski 3 min 09 s 75 |
| Saut en hauteur                    | Ivan Ukhov 2,23 m                                                              | Wojciech Theiner 2,23 m                                                                         | Niki Palli 2,19 m                                                                 |
| Saut à la perche                   | Dmitriy Starodubtsev 5,50 m                                                    | Konstadínos Filippídis Mikhail Golovtsov 5,45 m                                                 | -                                                                                 |
| Saut en longueur                   | Greg Rutherford 8,14 m (RNJ)                                                   | Sebastian Bayer 7,73 m (PB)                                                                     | Mihaíl Mertzanídis-despotéris 7,63 m                                              |
| Triple saut                        | Stevens Marie-Sainte 16,29 m (PB)                                              | Zhivko Petkov 15,98 m                                                                           | Dmitriy Nikonov 15,84 m                                                           |
| Lancer du poids (6 kg)             | Remigius Machura 20,09 m (RNJ)                                                 | Lajos Kürthy 19,65 m                                                                            | Maksim Sidorov 19,32 m (PB)                                                       |
| Lancer du disque (1,75 kg)         | Margus Hunt 62,19 m (RC) (RNJ)                                                 | Lajos Kürthy 59,75 m (SB)                                                                       | Martin Wierig 59,04 m                                                             |
| Lancer du marteau (6 kg)           | Kristóf Németh 78,85 m (RC)                                                    | Yevgeniy Aydamirov 76,73 m                                                                      | Yuriy Shayunov 74,78 m (PB)                                                       |
| Lancer du javelot                  | Ioánnis-Yeóryios Smaliós 77,25 m (PB)                                          | Alexander Vieweg 75,85 m (PB)                                                                   | Ari Mannio 72,47 m                                                                |
| Décathlon (U20)                    | Andrei Krauchanka 7 997 pts                                                    | Arthur Abele 7 634 pts (PB)                                                                     | Mauri Kaattari 7 427 pts (PB)                                                     |

### Filles
| Épreuves                           | Or                                                                                                   | Argent                                                                                   | Bronze                                                                                             |
| ---------------------------------- | --- | ---------------------------------------------------------------------------------------- | -------------------------------------------------------------------------------------------------- |
| 100 m (Vent : +0,5 m/s)            | Iwona Brzezińska 11 s 67 (PB)                                                                        | Lina Grinčikaitė 11 s 69                                                                 | Eleni Artymata 11 s 74                                                                             |
| 200 m (Vent : +0,5 m/s)            | Yuliya Chermoshanskaya 23 s 21                                                                       | Jala Gangnus 23 s 57                                                                     | Angela Moroşanu 23 s 71                                                                            |
| 400 m                              | Danijela Grgić 52 s 42                                                                               | Kseniya Zadorina 53 s 39                                                                 | Angela Moroşanu 53 s 48                                                                            |
| 800 m                              | Nataliya Lupu 2 min 02 s 78                                                                          | Mariya Shapayeva 2 min 03 s 00 (SB)                                                      | Olga Cristea 2 min 03 s 08                                                                         |
| 1 500 m                            | Morag MacLarty 4 min 15 s 12 (PB)                                                                    | Yekaterina Martynova 4 min 15 s 46 (PB)                                                  | Azra Eminović 4 min 15 s 77 (PB)                                                                   |
| 3 000 m                            | Adelina De Soccio 9 min 20 s 89 (SB)                                                                 | Susan Kuijken 9 min 28 s 45 (PB)                                                         | Barbara Maveau 9 min 29 s 78                                                                       |
| 5 000 m                            | Emily Pidgeon 16 min 14 s 71                                                                         | Tatyana Azorkina 16 min 18 s 60                                                          | Sviatlana Kudzelich 16 min 33 s 07 (PB)                                                            |
| 100 mètres haies (Vent : -1,5 m/s) | Eline Berings 13 s 41                                                                                | Christina Vukicevic 13 s 56                                                              | Cindy Billaud 13 s 65                                                                              |
| 400 mètres haies                   | Zuzana Hejnová 55 s 89 (RNJ) (RC)                                                                    | Yekaterina Kostetskaya 55 s 89 (RC)                                                      | Yuliya Bychkova 58 s 12 (PB)                                                                       |
| 10 000 m marche                    | Vera Sokolova 43 min 11 s 34 (RMJ) (RC)                                                              | Olga Mikhaylova 45 min 31 s 49 (PB)                                                      | Martina Gabrielli 46 min 38 s 53 (RNJ)                                                             |
| 3 000 mètres steeple               | Poļina Jeļizarova 10 min 12 s 82                                                                     | Ancuţa Bobocel 10 min 14 s 29                                                            | Susi Lutz 10 min 14 s 96 (PB)                                                                      |
| 4 × 100 m                          | Pologne Agnieszka Ceglarek Marika Popowicz Marta Jeschke Iwona Brzezińska 44 s 65                    | Russie Yuna Mekhti-Zade Natalya Dashina Yulia Kashina Yuliya Chermoshanskaya 44 s 70     | France Christelle Monne Nelly Banco Symphora Behi Céline Distel 44 s 79                            |
| 4 × 400 m                          | Russie Kseniya Kuznetsova Ksenia Zadorina Nadezhda Shlyapnikova Yekaterina Kostetskaya 3 min 32 s 63 | Allemagne Wiebke Ullmann Désirée Meyer Julia Müller-Foell Janin Lindenberg 3 min 36 s 63 | Ukraine Oleksandra Peycheva Anzhela Shevchenko Nataliya Lupu Kseniya Karandyuk 3 min 36 s 64 (RNJ) |
| Saut en hauteur                    | Svetlana Shkolina 1,91 m                                                                             | Julia Hartmann 1,87 m (PB)                                                               | Iryna Kovalenko 1,85 m                                                                             |
| Saut à la perche                   | Silke Spiegelburg 4,35 m                                                                             | Sviatlana Makarevich 4,20 m (RNJ)                                                        | Elena Scarpellini 4,15 m (RNJ)                                                                     |
| Saut en longueur                   | Denisa Ščerbová 6,57 m                                                                               | Amy Harris 6,35 m                                                                        | Anna Nazarova 6,31 m                                                                               |
| Triple saut                        | Tetyana Dyachenko 14,04 m (RNJ)                                                                      | Cristina Bujin 13,72 m (PB)                                                              | Liliya Kulyk 13,42 m (PB)                                                                          |
| Lancer du poids                    | Denise Hinrichs 17,55 m (PB)                                                                         | Irina Tarasova 16,53 m (PB)                                                              | Magdalena Sobieszek 16,24 m                                                                        |
| Lancer de disque                   | Kristina Gehrig 50,60 m                                                                              | Liliana Cá 49,69 m                                                                       | Maryna Yakimava 49,31 m                                                                            |
| Lancer du marteau                  | Noémi Németh 63,70 m                                                                                 | Valentina Srša 63,12 m (SB)                                                              | Laura Gibilisco 62,58 m                                                                            |
| Lancer du javelot                  | Mariya Abakumova 57,11 m                                                                             | María Zérva 56,47 m                                                                      | Sandra Schaffarzik 55,49 m (PB)                                                                    |
| Heptathlon                         | Jessica Ennis 5 891 pts (RNJ)                                                                        | Julia Mächtig 5 830 pts (PB)                                                             | Ksenija Balta 5 747 pts (RNJ)                                                                      |

## Légende
Records et Performances
- AR : Record continental (area record)
- CR : Record des championnats (championship record)
- MR : Record du meeting (meet record)
- NR : Record national (national record)
- OR : Record olympique (olympic record)
- PR : Record paralympique (paralympic record)
- PB : Record personnel (personal best)
- SB : Meilleure performance personnelle de la saison (season's best)
- WL : Meilleure performance mondiale de l'année (world leader)
- WJR : Record du monde junior (world junior record)
- WR : Record du monde (world record)

Circonstances et Conditions
- DNF : N'a pas terminé (did not finish)
- DNS : N'a pas pris le départ (did not start)
- DQ : Disqualification (disqualification)
- NM : Aucun essai valable enregistré (No Mark)
- Q : Qualifié « directement » au prochain tour (ou à la prochaine compétition), lors d'une compétition majeure, grâce au classement ou à la réalisation des minima (automatic qualifier)
- q : Qualifié au prochain tour (ou à la prochaine compétition), lors d'une compétition majeure, grâce au repêchage ou à la réalisation de l'une des meilleures performances parmi celles des « non qualifiés directement » (grâce au meilleur temps ou à la meilleure distance par exemple) (secondary qualifier)

## Tableau des médailles[1]
- Pays hôte

| Rang  | Nation               | Or | Argent | Bronze | Total |
| ----- | -------------------- | -- | ------ | ------ | ----- |
| 1     | Russie               | 8  | 12     | 4      | 24    |
| 2     | Royaume-Uni          | 6  | 5      | 3      | 14    |
| 3     | Allemagne            | 5  | 7      | 4      | 16    |
| 4     | Hongrie              | 3  | 3      | 1      | 7     |
| 5     | Pologne              | 3  | 2      | 4      | 9     |
| 6     | Croatie              | 3  | 1      | 0      | 4     |
| 7     | Tchéquie             | 3  | 0      | 0      | 3     |
| 8     | France               | 2  | 0      | 3      | 5     |
| 8     | Ukraine              | 2  | 0      | 3      | 5     |
| 10    | Grèce                | 1  | 3      | 2      | 6     |
| 11    | Biélorussie          | 1  | 2      | 3      | 6     |
| 12    | Italie               | 1  | 1      | 4      | 6     |
| 13    | Irlande              | 1  | 1      | 0      | 2     |
| 14    | Belgique             | 1  | 0      | 1      | 2     |
| 14    | Estonie              | 1  | 0      | 1      | 2     |
| 16    | Lettonie             | 1  | 0      | 0      | 1     |
| 16    | Suède                | 1  | 0      | 0      | 1     |
| 16    | Turquie              | 1  | 0      | 0      | 1     |
| 19    | Roumanie             | 0  | 2      | 2      | 4     |
| 20    | Serbie-et-Monténégro | 0  | 1      | 1      | 2     |
| 21    | Bulgarie             | 0  | 1      | 0      | 1     |
| 21    | Lituanie             | 0  | 1      | 0      | 1     |
| 21    | Pays-Bas             | 0  | 1      | 0      | 1     |
| 21    | Norvège              | 0  | 1      | 0      | 1     |
| 21    | Portugal             | 0  | 1      | 0      | 1     |
| 26    | Finlande             | 0  | 0      | 3      | 3     |
| 27    | Chypre               | 0  | 0      | 1      | 1     |
| 27    | Espagne              | 0  | 0      | 1      | 1     |
| 27    | Israël               | 0  | 0      | 1      | 1     |
| 27    | Moldavie             | 0  | 0      | 1      | 1     |
| Total | Total                | 44 | 45     | 43     | 132   |